# Robin Fluß
Robin Fluß (* 7. Mai 1996 in Freital) ist ein deutscher Fußballspieler, der beim SC Freital unter Vertrag steht.

## Karriere

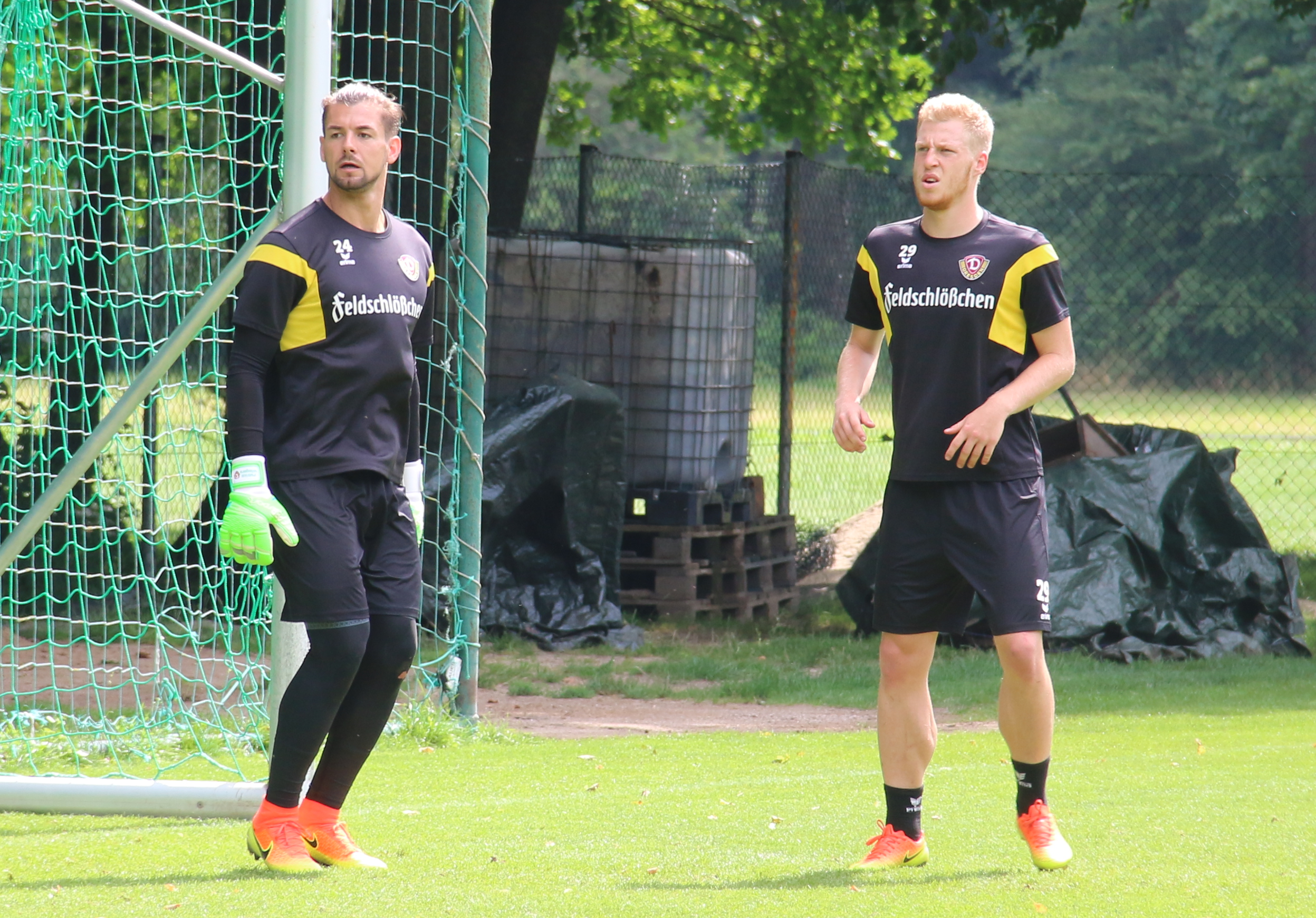
Patrick Wiegers und Robin Fluß beim Training von Dynamo Dresden im Juli 2016

Fluß wuchs in Freital auf und begann in seiner Heimatstadt beim Hainsberger SV mit dem Fußballspielen, ehe er 2004 in die Jugendabteilung von Dynamo Dresden wechselte. Beim Traditionsverein aus der sächsischen Landeshauptstadt durchlief er fortan sämtliche Jugendmannschaften und absolvierte am 28. September 2014 bei der 0:3-Niederlage der zweiten Mannschaft gegen den FC Eisenach seinen ersten Pflichtspieleinsatz im Seniorenbereich. Am 18. Oktober desselben Jahres gab Fluß beim 0:0-Unentschieden der ersten Mannschaft gegen den SC Fortuna Köln sein Profidebüt in der 3. Liga.
Zur Saison 2017/18 wechselte er zu FSV Wacker 90 Nordhausen, wo er bis 2019 für die erste und zweite Mannschaft des Vereins zum Einsatz kam. Mit der zweiten Mannschaft stieg er in der Saison 2017/18 in die Oberliga Nordost auf. Im Juli 2019 folgte ein Wechsel zum Bischofswerdaer FV 08 in die Regionalliga Nordost. In der Saison 2019/20, die aufgrund der COVID-19-Pandemie abgebrochen werden musste, kam Fluß zu 17 Einsätzen für die Bischofswerdaer, die nur aufgrund der insolvenzbedingten Abstiege von FSV Wacker 90 Nordhausen und dem FC Rot-Weiß Erfurt den Abstieg vermieden. Im Sachsenpokal scheiterte das Team bereits im Achtelfinale am 1. FC Lokomotive Leipzig. Auch die Saison 2020/21 musste pandemiebedingt abgebrochen werden, Fluß hatte alle 12 stattgefundenen Ligaspiele bestritten und dabei ein Tor erzielt, Bischofswerda stieg nach Anwendung der Quotientenregelung als Tabellenletzter in die Oberliga Nordost ab. Im Sachsenpokal scheiterte man im Viertelfinale an Dynamo Dresden.
Zur Saison 2021/22 verließ Fluß den Bischofswerdaer FV 08 und schloss sich dem SC Freital in seiner Heimatstadt an. Beim Sachsenligisten wurde er auf Anhieb Stammspieler, bereits in der ersten Saison – die aufgrund der COVID-19-Pandemie als Einfachrunde gewertet wurde – gelang der Aufstieg in die Oberliga.

## Erfolge
- 2016: Aufstieg in die 2. Fußball-Bundesliga mit der SG Dynamo Dresden als Meister der 3. Liga
- 2022: Aufstieg in die Oberliga Nordost mit dem SC Freital als Meister der Sachsenliga